# Fonetica articolatoria
Nell'ambito delle discipline linguistiche, la fonetica articolatoria è una branca della fonetica. Essa si occupa della descrizione del processo di produzione dei foni o suoni linguistici. Tale processo è detto "articolazione".

## Ambiti della fonetica articolatoria
La fonetica articolatoria si occupa in primo luogo di descrivere l'anatomia degli organi preposti alla produzione del suono, vale a dire dell'apparato fonatorio. In secondo luogo, essa si occupa di studiare la fisiologia di tali organi, cioè il processo mediante il quale essi producono i foni: tale processo è detto fonazione. Infine, la fonetica articolatoria fornisce i criteri e i termini per la classificazione dei suoni.

### L'apparato fonatorio

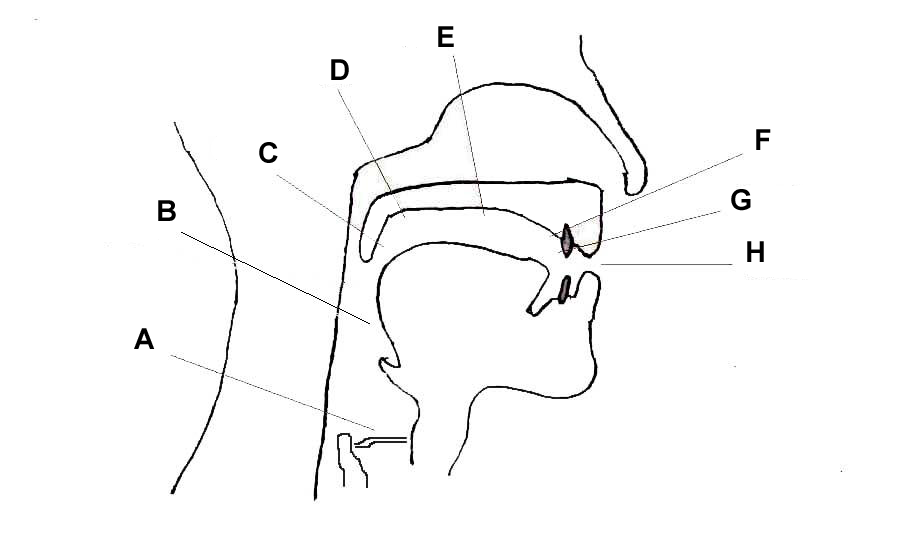
L'apparato fonatorio secondo i luoghi di articolazione: A = glottide; B = faringe; C = ugola; D = palato molle (o velo palatino); E = palato duro; F = alveoli; G = denti; H = labbra.

È importante notare che la fonazione avviene mediante il medesimo apparato usato per le funzioni vitali della respirazione. L'aria espirata dai polmoni, tramite la pressione dei muscoli intercostali passa per i bronchi, la trachea fino ad arrivare al tratto vocale, o apparato fonatorio, costituito partendo dall'interno verso l'esterno da:
- laringe: complesso di cartilagini poste alla sommità della trachea
- glottide: parte superiore della laringe compresa tra due estroflessioni (dette pliche vocali) situate ai lati del condotto laringeo. Le pliche vocali possono assumere diverse posizioni (una delle quali mette in moto il meccanismo laringeo) determinando conseguentemente la modalità della voce (voce modale, mormorata o cricchiata).
- faringe: immediatamente sopra la laringe, è un organo più o meno mobile lungo all'incirca 8 centimetri nell'uomo e sette nella donna (ha un volume maggiore durante l'articolazione delle vocali alte, ha un volume minore durante l'articolazione delle vocali basse)
- lingua: anch'essa organo mobile si divide in radice, dorso, corona. La corona, a sua volta, è divisa in lamina e apice.
- velo palatino: è un organo mobile che pende dal palato e che può assumere due posizioni. In posizione rilassata, quasi verticale, permette la fuoriuscita dell'aria anche dal condotto nasale permettendo l'articolazione delle vocali nasali. Quando il velo palatino entra in tensione, si accosta alla parete superiore faringale isolando la cavità nasale da quella orale e permettendo l'articolazione delle vocali orali. Per quanto riguarda invece le consonanti, si possono produrre quelle dette velari (k, g), nel momento in cui la lingua entra in contatto con la struttura.[2]
- ugola: rigonfiamento che pende dal velo palatino
- palato: cupola ossea della cavità orale
- alveoli: rigonfiamenti in corrispondenza
- denti: i soli incisivi superiori adoperati per la fonazione
- labbra: possono assumere diverse posizioni (arrotondate o non arrotondate)
- cavità nasali: poste al di sopra della cavità orale, entrano in funzione nella fonazione quando il velo palatino è abbassato

### Fonetica segmentale
Un fono è un suono linguistico. Come già detto, esso può essere vocalico o consonantico. I due differiscono per il modo di articolazione in quanto le vocali vengono prodotte tramite meccanismo laringeo (= vibrazione) mentre le consonanti tramite diaframma (restringimento o chiusura del tratto orale). A ogni fono la fonetica assegna un determinato simbolo, diverso da quello dei sistemi ortografici tradizionali esistenti in quanto un suono può essere espresso diversamente nella grafica. Diverse proposte di trascrizione fonetica si sono succedute, ma ora è definitivamente in uso l'IPA (International Phonetic Alphabet) elaborato dall'Associazione Fonetica Internazionale.

#### Vocali
Le vocali sono quei foni che si articolano mediante la vibrazione delle pliche vocali, al passaggio dell'aria espiratoria, la quale determina la qualità della voce. Esse possono vibrare tra loro in modo periodico e regolare (velocissima apertura e chiusura ripetitiva periodica delle corde vocali) determinando quindi la cosiddetta voce modale; possono avere una parte che vibra in modo regolare mentre un'altra che è completamente aperta determinando la voce mormorata; oppure la parte più debole delle pliche vocali può vibrare in modo lento e irregolare e invece la restante parte essere completamente chiusa determinando la voce cricchiata.
Esistono però diverse vocali il che ci porta immediatamente a capire che le vocali non si realizzano tutte allo stesso modo in particolar modo differiscono per la configurazione della lingua, che può muoversi in senso verticale realizzando vocali alte, medio-alte, medio-basse o basse, in senso orizzontale realizzando le vocali anteriori (o palatali), centrali e posteriori (o velari). Assieme quindi ai coefficienti di grado di altezza e di anteriorità-posteriorità vanno poi aggiunti quelli di nasalizzazione e arrotondamento. La nasalizzazione dipende dalla posizione del velo palatino e permette di formare vocali nasali oppure orali, se il condotto orale e nasale sono rispettivamente collegati o separati: la nasalità è data dalla risonanza dell'aria nelle fosse nasali. L'arrotondamento dipende dalla posizione delle labbra e permette di formare vocali arrotondate o non arrotondate se le labbra sono, rispettivamente, protese in avanti o distese.

#### Consonanti
Le consonanti sono quei foni realizzando con il diaframma, tramite cioè restringimento o totale chiusura degli organi del tratto orale.
Come le vocali, anche le consonanti differiscono tra di loro. Si distinguono per modo di articolazione, luogo di articolazione e coefficienti laringei.
- luogo di articolazione: dipende dagli organi articolatori che formano consonanti bilabiali, labiodentali, dentali, alveolari, retroflesse, post-alveolari, palatali, velari, uvulari, faringali, glottidali (non tutte presenti in italiano)
- modo di articolazione: dipende dal tipo di diaframma, se blocca il flusso dell'aria in uscita si formano le consonanti ostruenti (occlusive, affricate, fricative) se l'aria non è ostruita si formano le consonanti sonoranti (nasali, laterali, vibranti, approssimanti)
- coefficienti laringei: dipendono dal meccanismo laringeo, se è messo in moto si formano le consonanti sonore, se non è messo in moto le consonanti sorde.

La prima distinzione che bisogna prendere in considerazione però è quella tra le consonanti polmonari e le consonanti non-polmonari, non prodotte cioè dall'aria proveniente dai polmoni: esse possono essere click (prodotte con uno schiocco della lingua o delle labbra), consonanti implosive (prodotte mediante l'inspirazione dell'aria al posto dell'espirazione), e consonanti eiettive (prodotte con un innalzamento o un abbassamento della laringe). Di queste non parleremo in quanto non sono neanche presenti nel sistema linguistico orale italiano (possiamo trovarli in alcune lingue dell'Africa occidentale).

### Fonetica intersegmentale e soprasegmentale
I foni non sono naturalmente prodotti separati l'uno dall'altro, discreti, ma articolati in rapida successione in una catena continua. La fonetica articolatoria intersegmentale studia i fenomeni prodotti nel passaggio da una configurazione articolatoria alla successiva, che avviene senza soluzione di continuità: si parla per questo di fenomeni di coarticolazione.
La fonetica articolatoria soprasegmentale studia invece tutti quei fenomeni che accompagnano la produzione del messaggio nella comunicazione in modo simultaneo e che non vengono espressi dai soli foni, vale a dire quei fattori prosodici che modellano le sequenze foniche: essi consistono in variazioni di lunghezza, intonazione, sillaba e accento.

#### Accento
Con accento si intende la prominenza di una sillaba su un'altra. Nella trascrizione fonetica si realizza tramite un apostrofo immediatamente precedente la sillaba accentata. Ad esempio ['pare] oppure [pa'rere]. Le lingue differiscono anche per la posizione dell'accento: esistono lingue con accento libero come l'italiano in cui la posizione dell'accento varia a seconda del lessico (e quindi vi sono parole tronche, piane, sdrucciole, bisdrucciole) e lingue invece ad accento fisso in cui l'accento è sempre sulla stessa sillaba, come nel caso del francese e il turco che hanno l'accento sempre sull'ultima sillaba.

#### Sillaba
La sillaba è l'unità fonetica minima. È costituita dal nucleo, che è l'elemento necessario e indispensabile, e può presentare o facoltativamente o obbligatoriamente un attacco e facoltativamente una coda. Se la sillaba presenta della coda è detta chiusa altrimenti la sillaba è aperta. Il nucleo deve essere caratterizzato da un picco di sonorità (in italiano quindi deve essere per forza formato solo dalle vocali). Nella trascrizione fonetica il confine sillabico è rappresentato da i punti, in posizione tonica può anche essere omesso per la presenza dell'accento.

#### Lunghezza dei segmenti
È possibile rappresentare una vocale o consonante nel suo grado di lunghezza (breve o lungo) tramite diversi espedienti. In un primo basta segnalarlo tramite un trattino dritto per una maggiore lunghezza o tramite un archetto per una minore lunghezza. Il tratto lungo può essere rappresentato per le consonanti anche tramite ripetizione del fonema (es [fatte]) oppure tramite i due punti sia per consonanti che per vocali (es [fat:e] e [li:bero]).

## Strumenti della fonetica articolatoria
La fonetica si avvale di diversi strumenti e tecniche per lo studio dei meccanismi articolatori; va detto però che questi metodi consentono la rilevazione di fenomeni non spontanei, in quanto eseguiti in laboratorio.
L'attività laringea delle corde vocali può essere studiata attraverso metodi diretti o indiretti. Il metodo diretto, detto laringoscopia, consiste nell'osservazione visiva della laringe, ottenuta mediante l'inserimento nel canale oratorio di minuscoli specchi, sonde e obiettivi fotografici. I metodi indiretti sono principalmente due, l'elettromiografia che consiste nell'inserimento di elettrodi all'interno dei muscoli vocali, misurandone in tal modo l'attività elettrica, e l'elettroglottografia, nella quale gli elettrodi sono posti sulla parte esterna del collo, e che si basa su una corrente elettrica che viene trasmessa tra di essi: passando attraverso la glottide, essa andrà più velocemente se le pliche vocali sono accostate, meno velocemente se non lo sono, e quindi misurando il flusso si ricavano le informazioni necessarie sulla sua attività.
Gli organi della bocca possono essere studiati, invece, mediante radiografie che permettono di osservare le diverse posizioni articolatorie (la lingua, priva di elementi ossei, viene cosparsa di bario o altre sostanze che riflettano i raggi X); palatografie che osservano in quali punti la lingua viene a contatto con il palato, sia con l'applicazione di sostanze coloranti, sia con l'introduzione di cupole artificiali che aderiscono al palato e sono in grado di registrare gli eventuali contatti; aerometrie che misurano i flussi d'aria che fuoriescono dalla bocca; infine élite, un sistema elettronico che registra i movimenti degli organi esterni (labbra, naso, mento) e contemporaneamente acquisisce il segnale acustico, mettendo in relazione i dati ottenuti.

## Applicazioni della fonetica articolatoria
In campo linguistico, la fonetica articolatoria fornisce la descrizione dei suoni usati nella comunicazione verbale, ovvero permette di realizzare la trascrizione fonetica, per la quale è oggi usato prevalentemente l'alfabeto fonetico internazionale IPA (International Phonetic Alphabet). La trascrizione fonetica viene fatte mediante un alfabeto in quanto un determinato suono può essere realizzate in troppi modi prendendo in considerazione tutte le lingue esistenti al mondo. Inoltre parliamo di "trascrizione fonetica larga" se si prende nota solo dei foni, gli elementi necessari, e di "trascrizione fonetica stretta" se si va più in dettaglio trascrivendo anche altri elementi come l'accento, la sillaba, la lunghezza dei segmenti, le caratteristiche prosodiche.
Essa inoltre studia le differenze foniche tra le lingue standard, tra i dialetti e le varietà regionali delle lingue standard, tra le varietà sociali o stilistiche. Nell'ambito dell'insegnamento delle lingue straniere, essa fornisce il materiale da utilizzare negli esercizi di produzione e comprensione della lingua, vale a dire nella pronuncia.
In ambito medico, essa fornisce materiale per la rieducazione di pazienti affetti da disturbi del linguaggio di varia natura (in particolare nella foniatria e nella logopedia).

### Trascrizione fonetica
Un esempio di trascrizione fonetica può essere dato da questo gruppo di parole:
- [ˈkarta]
- [ˈka:rta]
- [ˈkærta]
- [ˈkæ:rta]